# 1235년

## 연호
- 남송(南宋) 단평(端平) 2년
- 일본(日本) 분랴쿠(文暦) 2년 / 가테이(嘉禎) 원년
- 쩐 왕조(陳朝) 티엔응찐빈(天應政平) 4년

## 기년
- 남송(南宋) 이종(理宗) 11년
- 고려(高麗) 고종(高宗) 22년
- 몽골 오고타이 칸 7년
- 쩐 왕조(陳朝) 태종(太宗) 11년

## 사건
- 노르만족이 코나하트를 침략한다.
- 몽고, 고려에 3차 침입